# Northumberland County, New Brunswick
Northumberland County är ett county i Kanada.   Det ligger i provinsen New Brunswick, i den östra delen av landet, 800 km öster om huvudstaden Ottawa.
Följande samhällen finns i Northumberland County:
- Miramichi

I omgivningarna runt Northumberland County växer i huvudsak blandskog. Runt Northumberland County är det mycket glesbefolkat, med 3 invånare per kvadratkilometer.